# Сальвони, Микеле
Микеле Сальвони (итал. Michele Salvoni; 25 июня 1805, Неаполь — 19 октября 1860, Лион) — итальянский композитор.

## Биография
Происходил из знатного рода. С раннего детства имел склонности к музыке и желал заниматься только ею, ввиду чего поступил в консерваторию в родном городе. В ней изучал игру на скрипке и уже в 15-летнем возрасте считался лучшим скрипачом колледжа Сан-Пьетро, а в 21 год получил почётное звание маэстро капеллы. Впоследствии работал в Италии и Франции.
Из его опер особенный успех имела «За десять лет три слова» (итал. In dieci anni tre parole; 1829). Помимо опер Сальвони написал также концерты для скрипки, несколько месс, кантату в честь Луи-Наполеона (1852).